# Lista cărților științifico-fantastice publicate în România după 1989
Aceasta este o listă a cărților științifico-fantastice (romane, colecții de povestiri, antologii, etc.) care au fost publicate în limba română în România după 1989. Autorii sunt români și străini. Pentru cărțile publicate înainte de Revoluția din 1989 vezi Lista cărților științifico-fantastice publicate în România.

## 1990
- Patrick Andrew - Tânăr - Editura Moldova, Iași, colecția Biblioteca SF de buzunar
- Bărbulescu, R. și Anania, G. - Ferma oamenilor de piatră (ediția a II-a) - Editura Porto Franco
- Doyle, A.C. - O lume dispărută (ediția a III-a) - Editura Ion Creangă
- Ghilia, L. - Contemporanii diavolului - Editura Porto Franco
- Ursula K. Le Guin: Lumea lui Rocannon  Editura Orion, Traducător Mihai-Dan Pavelescu.
- Neamțu, L. - Deodată inevitabilul - Editura Albatros
- Neamțu, L. - Sferele infinitului - Editura Dacia
- Pecican, O. - Eu și maimuța mea - Editura Dacia, ISBN 973350145X
- Popa, Ioan - Negustorii de război - Editura Aldomar
- Saint-John, K. - Fiul principalului - Editura Uranus
- Șlapac, F. - Jucăria - Editura Dacia
- Tătar, D. - Prioritate zero - Editura Porto Franco
- Tolstoi, A.N. - Hiperboloidul inginerului Garin (ediția a III-a) Editura Raduga / URSS și Editura Albatros
- Vacariu, D. - Aventură dincolo de timp - Editura Junimea
- Verne, Jules - Aventurile a trei ruși și trei englezi în Africa Australă (ediția a II-a, prima ediție necunoscuta - N.A.) - Editura Cozia și Ecodava
- Verne, J. - De la Pământ la Lună (ediția a V-a) - Editura Ion Creangă
- Verne, J. - Uimitoarea aventură a misiunii Barsac (ediția a III-a) - Editura Ion Creangă

- Almanahul Anticipația 1991, publicat de revista Știință & Tehnică.
- Anatomia unei secunde (Antologie S.F. a Cenaclurilor din Timișoara), Editura Facla, culegere de povestiri
- Artele marțiale moderne - Molia lunii și alte povestiri, Editura Celelalte Cuvinte, culegere de povestiri
- Cronici metagalactice, Editura Tehnică, culegere de povestiri
- Cronici microelectronice, Editura Tehnică, culegere de povestiri
- La orizont această constelație, Editura Albatros, culegere de povestiri

## 1991
- Aldiss, B. - Sera - Editura Porto Franco
- Anania, G. - Acțiunea Lebăda (ediția a II-a) - Editura Ion Creangă
- Barbulescu, R. - Încotro curge liniștea ? - Editura Ion Creangă
- Barbulescu, R. și Anania, G. - Paralela enigma - Editura Porto Franco
- Canal, R. - Swap - Swap - Editura SFVA
- Clarke, A.C. - Randevous cu Rama - Editura Multistar
- Del Ray, K. - Întâlnire de gradul X - Editura Orion
- Gramescu, M. - Phreeria - Editura Porto Franco
- Ioan Groșan - Planeta mediocrilor precedată de epopeea spațială 2084 - Editura Casandra
- London, J. - Rătăcitor printre stele - Editura Galaxia Sud
- Longyear, B.B. - Dușmanul - Editura Orion
- Mate, D. - Iubește-mă și Iubește-mă - Editura Clusium
- Negoita, T. - Când zeii conspiră - Editura Dragon
- Nour, A. - Un extraterestru în pijama - Editura Junimea
- Orwell, G. - 1984 - Editura Univers
- Renard, M. - Omul trucat - Editura Labirint
- Salem, H. - Întrerupătorul - Editura Eminescu
- Sbantu, C. - Proscrisul - Editura Centaur
- Twain, M. - Un yankeu la curtea regelui Arthur (ediția a III-a) - Editura Licorn
- Verne, J. - Cinci săptămâni în balon (ediția a III-a) - - Editura Ion Creangă
- Verne, J. - Eternul Adam - Editura Libra
- Wells, H.G. - Omul invizibil (ediția a IV-a) - Editura Balada
- Zemiatin, E. - Noi - Editura Humanitas
- Antares F1, Editura Baricada, culegere de povestiri
- Povestiri după miezul nopții, Editura Orion, culegere de povestiri
- Timpul este umbra noastră, Editura Dacia, culegere de povestiri adunate de Cornel Robu
- Ultimul răspuns este o antologie din 1991 care a apărut la Editura Bit. Conține povestiri de Arthur C. Clarke (Reîntâlnirea), Robert Sheckley, Isaac Asimov, Fredric Brown (Ceva verde)

## 1992
- Aldani, L. - Eclipsa 2000 - Editura Univers
- Asimov, I. - Caverne de oțel - Editura Univers
- Bachman, R. - Fugarul - Editura Orion
- Barbulescu, R. și Anania, G. - Cât de mic poate fi infernul? - Editura Odeon
- Barbulescu, R. și Anania, G. - Doando (ediția a II-a) - Editura Nemira
- Beleaev, A.R. - Omul amfibie (ediția a III-a) - Editura Cezareea
- Belfiore, R. - Oul lui Zeltar - Editura Brancusi
- Boulle, P. - Planeta maimuțelor (ediția a II-a) - Editura Salamandra M.V.
- Brussolo, S. - Carnavalul de fier - Editura Valdo srl
- Brussolo, S. - Ira Melanox - Editura Valdo srl
- Bufnila, O. - Jazzonia - Editura Plumb
- Capek, K. - Război cu salamandrele (ediția a III-a) - Editura Tinerama
- Clarke, A.C. - Fantoma adâncurilor - Editura Valdo srl
- Clarke, A.C. - Orașul și stelele - Editura Multistar
- Colin, V. - Babel - Editura Nemira
- Cublesan, C. - Suflete mecanice - Editura Trans Press
- Culianu, I.P. - Hesperus - Editura Univers
- Curval, P. - Resacul spațiului - Editura Brancusi
- Dick, P.K. - Vânătorul de recompense - Editura Nemira
- Heinlein, R. A. - Stea dublă - Editura Cristian
- Herbert, F. - Dune (roman) - Editura Nemira
- Hohlbein, W. - Charity, o femeie în Space Force - Editura Baricada
- Horer, O.L. - Transhumante galactice Editura Tehnica
- Iordanescu, E. și Samoila, C. - Acțiunea Nicrom - Editura Albatros
- Jeury, M. - Poney Dragon - Editura Multistar
- Kellerman, B. - Tunelul (ediția a II-a) - Editura Prietenii Cărții
- Klein, G. - Seniorii războiului (ediția a II-a)  - Editura Nemira
- Leb, P. - Euthanasie - Editura Editis
- Maine, D. - Gherila Galactică - Editura Porus
- Marin, W. și Cozmiuc, C. - Rebeliune în cosmos - Editura Tehnica
- Oprea, L. - Cămașa de forță - Editura Nemira
- Orwell, G. - Ferma animalelor Editura Univers
- Petrescu, A. - Apocalips (roman) - Editura Wottan
- Rosny-Aine, J.H. - Navigatorii infinitului (ediția a II-a) - Editura Brâncuși
- Schwartz, G. - Cochilia - Editura Forum
- Sebok, E. - Himera albastră - Editura Venus
- Robert Sheckley - Omega - Editura Valdo
- Shelley, M. - Frankenstein (ediția a II-a) - Editura Excelsior
- Soussan, A. - Octombrie II - Editura Artemis
- Spinrad, N. - Solarienii - Editura Nemira
- Starcu, D. - Exilat din univers - Editura Alma
- Tamas, C. - Cavalerul negru - Editura Junimea
- Van Vogt, A.E. - Arsenalele din Isher - Editura Nemira
- Van Vogt, A.E. - Făuritorii de arme - Editura Nemira
- Van Vogt, A.E. - Star Cluster - Editura Valdo srl
- Verne, J. - Castelul din Carpați (ediția a II-a) - Editura Universitar
- Verne, J. - În fața steagului (ediția a II-a) - Editura Sibila
- Zaicu, E. - Vara enigmelor - Editura Gh. Asachi

- Almanahul Anticipația 1992
- Antares F2, Editura Baricada, culegere de povestiri
- Povestiri stranii, Editura Recif, culegere de povestiri
- S.F., Editura 31c, culegere de povestiri
- Zona crepusculară, Editura Europolis, culegere de povestiri

## 1993
- Aldiss, B. - Cryptozoic - Editura Antet XX
- Anderson, P. - Ziua reîntoarcerii lor - Editura Nemira
- Asimov, I. - Fundația - Editura Nemira
- Asimov, I. - Fundația și imperiul - Editura Nemira
- Asimov, I. - Preludiul Fundației - Editura Nemira
- Asimov, I. - Respirația morții - Editura Andante
- Asimov, I. - Soarele gol (ediția a II-a) - Editura Teora
- Asimov, I. - Zeii înșiși - Editura Teora
- Barbet, P. - Cruciada stelară - Editura Cristian și Editura Antrax
- Barbet, P. - Imperiul Baphomet - Editura Cristian și Editura Antrax
- Benoit, P. - Atlantida - Editura Saeculum
- Blish, P. - Un caz de conștiință - Editura Cristian
- Bogdanoff, I. și Bogdanoff, G. - Mașina fantomă - Editura Brâncuși
- Brin, D. - Poștașul vine după apocalips - Editura Baricada
- Brown, E. - Meridian - Editura Valdo srl
- Brown, F. - Paradoxul pierdut - Editura Nemira
- Brussolo, S. - Dr. Schelet - Editura Valdo srl
- Brussolo, S. - Febra (roman) - Editura Valdo srl
- Buliciov, K. - Fetița de pe Terra (ediția a II-a) - Editura Hyperion / R. Moldova
- Arthur C. Clarke - 2001 : O odisee spațială - Editura Multistar
- Arthur C. Clarke - Fântânile paradisului - Editura Multistar
- Arthur C. Clarke -Mânia lui Dumnezeu  - Editura Elit
- Clifton, M. și Riley, F. - Mașina eternității - Editura Cristian
- Craig, T. - Fire Fox - Vulpea de foc - Editura Prahova s.a.
- Crichton, M. - Jurasic parc - Editura Elit Comentator
- Cublesan, C. - Galaxia termitelor - Editura Trans Press
- Culianu, I.P. - Pergamentul diafan - Editura Nemira
- Deighton, L. - SS - GB - Editura Multistar
- Douay, D. - Amatorul de tablouri - Editura Porto Franco
- Emery, C. - Proscrișii - Editura Nemira
- Ende, M. - Momo - Editura Dacia
- Fawcett, B. - Asediul Aristei - Editura Nemira
- Franke, H.W. - Capcana de sticlă - Editura Dacia
- Glut, D.F. - Imperiul contraatacă (roman) - Editura Elit Comentator
- Heinlein, R.A. - Infanteria stelară - Editura Cristian
- Herbert, F. - Dune (roman) (ediția a II-a) - Editura Nemira
- Herbert, F. - Experimentul Dosadi - Editura Baricada
- Herbert, F. - Mântuitorul Dunei - Editura Nemira
- Hilton, J. - Orizont pierdut Shangri - La - Editura Simron și Editura Europartner
- Kahn, J. - Întoarcerea cavalerului Jedi - Editura Elit Comentator
- Kernbach, V. - Luntrea sublimă(ediția a III-a) - Editura Noua Stea impex srl
- Klein, G. - Chirurgii planetari - Editura Tinerama
- Klein, G. - Sceptrul hazardului - Editura Nemira
- Le’Guin, U.K. - Lumii îi spuneau pădure -Editura Mondial
- Lem, S. - Solaris (roman) (ediția a II-a) - Editura Savas Press srl
- Le’Rouge, G. - Prizonierul planetei Marte - Editura Runa
- Le’Rouge, G. - Războiul vampirilor - Editura Runa
- Lucas, G. - Războiul stelelor (roman) - Editura Elit Comentator
- Marafante, V. - Capcana Kryanilor - Editura Brancusi
- Matheson, R. - Undeva, cândva - Editura Cristian
- Menghini, L. - Asediul (roman) - Editura Brancusi
- Menghini, L. - Azeneg - Editura Brancusi
- Naha, E. - Robocop (roman) - Editura Andora
- Panshin, A. - Ritual de trecere - Editura Multistar
- Păun, G. - 1994 (roman) - Editura Ecce Homo
- Pestriniero, R. - Cuibul de dincolo de umbră - Editura Nemira
- Rinonapoli, A. - Cavaleri lui Tau - Editura Nemira
- Schlasser, G. - Trei cioburi de eternitate - Editura Nemira
- Sheckley, R. - Imortality Inc. - Editura Savas Press srl
- Shelly, M. - Frankenstein (ediția a III-a) - Editura Tenta
- Silverberg, R. și Fawcett, B. - Poarta timpului - Editura Nemira
- Soussan, A. - Mesiada - Editura Nemira
- Spinrad, N. - Bug Jack Barron - Editura Adevarul
- Spinrad, N. - Mașinăria Rock and Roll - Editura Nemira
- Stoltze, P. - Magicianul cosmosului (reeditarea volumului Marilyn Monroe și samuraii lui Moș Crăciun - Editura Abeona
- Stoltze, P. - Marilyn Monroe și samuraii lui Moș Craciun - Editura Abeona
- Strugatki, A. și Strugatki, B. - Picnic la marginea drumului - Editura Nemira
- Strugatki, A. și Strugatki, B. - Scarabeul în mușuroi - Editura Nemira
- Turris, G. De - Liniștea universului - Editura Nemira
- Twain, M. - Un yankeu la curtea regelui Arthur (roman) (ediția a IV-a) Editura Apollo și Editura Oltenia
- Ungureanu, D. - Așteptând în Ghermana - Editura Nemira
- Ungureanu, D. - Marilyn Monroe pe o curbă închisă - Editura Adevarul
- Van Vogt, A.E. - Casa veșniciei - Editura Vremea
- Van Vogt, A.E. - Non-A (Vol.I - Lumea, Vol.2 - Jucătorii, Vol.3 - Sfârșitul) - Editura Cristian
- Van Vogt, A.E. - Silkie - Editura Vremea
- Van Vogt, A.E. - Soarele subteran - Editura Vremea
- Verne, J. - Lupta pentru milioane - Editura Bebe

- Almanahul Anticipația 1993
- Antares F3, Editura Baricada, culegere de povestiri
- Dimensiuni primejdioase, Editura Antet XX, culegere de povestiri
- Imperiul oglinzilor strâmbe, Editura Adevărul, culegere de povestiri
- Almanahul Știință și Anticipatie, Editat de Știință și Tehnică
- Valea timpului profund, Editura De Vest, culegere de povestiri

## 1994
- Aldiss, B. - Greybeard - Editura Nemira
- Altov, G. și Jurevliova, V. - Balada stelelor - Editura Credo Press
- Anderson, P. - Patrula timpului - Editura Nemira
- Anderson, P. - Povara cunoașterii - Editura Nemira
- Asimov, I. - A doua fundație - Editura Nemira
- Asimov, I. - Curenții spațiului - Editura Teora
- Asimov, I. - Eu, robotul (ediția a II-a) - Editura Teora
- Asimov, I. - Fundația și pământul - Editura Nemira
- Asimov, I. - Marginea fundației - Editura Nemira
- Asimov, I. - O piatră pe cer (ediția a II-a) - Editura Teora
- Asimov, I. - Preludiul fundației ( ediția a II-a) - Editura Nemira
- Asimov, I. - Pulbere de stele - Editura Teora
- Asimov, I. - Sfârșitul eternității - Editura Teora
- Asimov, I. - Zeii înșiși (ediția a II-a) - Editura Teora
- Asimov, I. și Silverberg, R. - Căderea nopții - Editura Teora
- Asprin, R. și Fawcett, B. - Mercenarul - Editura Nemira
- Babos, C. - Un om din Wayfalua - Editura Marineasa
- Baiski, D. - Luna și tramvaiul 5 - Editura Marineasa
- Barbet, P. - Distrugeți Roma - Editura Savas Press srl
- Benford, G. și Brin, D. - Inima cometei - Editura Valdo srl
- Bester, A. - Omul demolat - Editura Pygmalion
- Bobev, P. - Crocodilul sacru - Editura Doris
- Bradbury, R. - Cronicile marțiene - Editura Gama Press 2000
- Bradbury, R. - Cronicile marțiene - Editura Moldo Press
- Brunner, J. - Orașul ca un joc de șah - Editura Ovidiu
- Brunner, J. - Răbdarea timpului (ediția a II-a) - Editura Nemira
- Brunner, J. - Telepatul - Editura Baricada
- Brussolo, S. - Carnavalul de fier (ediția a II-a) - Editura Valdo srl
- Brussolo, S. - Lacăte carnivore - Editura Valdo srl
- Burroughs, E.R. - Prințesa marțiană - Editura Olimp
- Card, O.S. - Jocul lui Ender - Editura Nemira
- Carey, D. - Star Trek - Noua generație - Editura Olimp
- Carter, C. - Star Trek - Noua generație - Editura Olimp
- Clarke, A.C. - 2010 : A doua odisee spațială - Editura Olimp
- Clarke, A.C. - 2061 : A treia odisee spațială - Editura Olimp
- Clifton, M. și Riley, F. - Mașina eternității (ediția a II-a) - Editura Cristian
- Crichton, M. - Congo (roman) - Editura Olimp
- Curval, P. - Toți spre extaz - Editura Nemira
- Davidovici, D. - Zeița de oricalc (ediția a II-a) - Editura Litera
- Dewense, G. - Star Trek - Noua generație - Editura Olimp
- Dick, P.K. - Invazia divină - Editura Clasic
- Dick, P.K. - Loterie solară - Editura Stiinta & Tehnica s.a.
- Dick, P.K. - Timpul dezarticulat - Editura Nemira
- Dick, P.K. - Ubik (roman) - Editura Nemira
- Doyle, A.C. - Lumea pierdută (ediția a IV-a) - Editura Marathon
- Efremov, I. - Nebuloasa din Andromeda (ediția a IV-a) - Editura Dali Transprest
- Estes, R. și Wham, T. - Sabia lui Skryling - Editura Nemira
- Ficeac, B. - Oameni de rezervă - Editura Știință & Tehnica s.a.
- Foster, A.D. - Alien - Al 8-lea pasager - Editura Cristian
- Foster, A.D. - Alien 3 - Planeta condamnaților - Editura Cristian
- Foster, A.D. - Aliens - Misiune de pedeapsă - Editura Cristian
- Foster, A.D. - Star Trek - Jurnalul 1 - Editura Teora
- Foster, A.D. - Star Trek - Jurnalul (vol. 2, 3 și 4) - Editura Cristian Plus
- Frankes, F. și Wisher, W.H. - Terminator (roman) Editura Elit Comentator
- Frankes, F. și Wisher, W.H. - Terminator 2 (roman) Editura Elit Comentator
- Garland, C. - Amazoanele galaxiilor - Editura Marathon
- Genescu, S. - T de la sfârșiT - Editura Marineasa
- George, S.R. - Durerea - Editura Edits-Pol
- Gibson, W. - Neuromantul _Editura Cristian Plus
- Grămescu, M. - Săritori în gol - Editura Nemira
- Hailey, A. - Suprasarcina - OVERLOAD - Editura Nemira
- Hainlein, R. - Mânuitorii de zombi - Editura Antet XX Press
- Herbert, F. - Ciuma albă - Editura Uranus / R. Moldova
- Herbert, F. - Copii Dunei - Editura Nemira
- Herbert, F. - Dune (roman) (ediția a III-a) - Editura Nemira
- Herbert, F. - Împăratul zeu al Dunei - Editura Nemira
- Herbert, F. - Steaua și biciul - Editura Loreley
- Hubbard, L.R. - Frica (roman) - Editura Militară
- Jurist, E. - Oul lui Columb (ediția a II-a) - Editura 3 iezi cucuieți
- Klein, G. - Gambitul stelelor - Editura Nemira
- Kurtz, K. și Turner-Harris, D. - Inițiatul - Editura Nemira
- Le’Guin, U.K. - Mâna stângă a întunericului - Editura Nemira
- Leister, M. - Planeta uitată - Editura Negroandria
- Lem, S. - Ciberiada - Editura Nemira
- Marinescu, M. - Aventurile lui Roby - Editura Pandora
- Mate, D. - Celalalt M. Jackson - Editura Romarta Tineretului
- Moorcock, M. - Scoonerul gheții - Editura Multistar
- Nicot, S. - Ultimul etaj al tenebrelor - Editura Marineasa
- Dsborne, R. - Demolatorul - Editura Nemira
- Pensante, M. - Ziua întunericului - Editura Nemira
- Popa, I. - Întoarcerea din exil - Editura Rotary
- Powers, T. - Palatul mutantului - Editura Baricada
- Quaglia, R. - Vagabondul interspațial - Editura Nemira
- Saul, J. - Cei neiubiți - Editura RAO
- Saul, J. - Creatura - Editura RAO
- Sasarman, G. - Cupa de cucută - Editura Sedona
- Silverberg, R. - Pasagerii - Editura Nemira
- Simak, C.D. - Inginerii cosmosului - Editura Elit Comentator
- Siodmak, C. - Creierul lui Donovan - Editura Fantasia
- Smith, C. - Lorzii instrumentalității - Editura Multistar
- Spielberg, S. - Întâlnire de gradul trei - Editura Savas Press srl
- Spinrad, N. - Agentul haosului - Editura Nemira
- Spinrad, N. - Visul de fier - Editura Nemira
- Strugatki, A. și Strugatki, B. - Valurile liniștesc vântul - Editura Nemira
- Sturgeon, T. - Mai mult decât oameni - Editura Vremea
- Ștefanescu, S. - Șamanul (roman) - Editura Savas Press srl
- Thompson, P.B. - În inima rece a soarelui - Editura Porto Franco
- Van Vogt, A.E. - Cartea lui Van Vogt - Editura RAO
- Van Vogt, A.E. - Destinația univers - Editura RAO
- Van Vogt, A.E. - Imperiul atomului - Editura Nemira
- Van Vogt, A.E. - Imperiul marelui judecător - Editura RAO
- Van Vogt, A.E. - Primul marțian - Editura Universal Dalsi
- Van Vogt, A.E. - Rătăcitor printre stele - Editura
- Van Vogt, A.E. - Stăpânii timpului - Editura Vremea
- Verne, J. - 20.000 de leghe sub mari (ediția a V-a) - Editura Octopodium
- Verne, J. și D’Ennery, A. - Călătorie prin imposibil - Editura Arta Grafica
- Walther, D. - Ambuscada pe Ornella - Editura Nemira
- Walther, D. - Apollo XXV - Editura Ecce Homo
- Wells, H.G. - Omul invizibil (ediția a V-a) - Editura Apollo
- Wells, H.G. - Războiul lumilor (ediția a II-a) - Editura Larry Chart 2000
- Zelazny, R. - Drumul iadului - Editura Teora
- Zelazny, R. - Nemuritorul - Editura Pygmalion
- Zelazny, R. - Nouă prinți din Amber - Editura Olimp

- Almanahul Anticipația 1994
- Antologia Science Fiction Nemira 1994

## 1995
Aldiss, B. - Helliconia – primăvara – Editura Dante
Anderson, P. - Coridoarele timpului – Editura Nemira
Anderson, P. - Operațiunea Haos – Editura Nemira
Anthony, M. - Panică printre peștii solubili – Editura Nemira
Asimov, I. - Fundația (ediția a II-a) - Editura Nemira
Asimov, I. - Fundația renăscută - Editura Nemira
Asimov, I. - Povestiri cu roboți - Editura Teora
Asimov, I. și Silverberg, R. – Băiețelul cel urât Editura Teora
Atwood, M. - Galaad 2195 – Editura Univers
Barbet, P. - Cruciada stelară – Editura Cristian
Barbet, P. - Imperiul lui Baphomet – Editura Cristian
Bear, G. - Eternitate (carte) – Editura Nemira
Benford, G. - Natură moartă cu timp - Editura Nemira
Bloch, R. - Psycho - Editura Nemira
Brunner, J. - Infinitivul de la go- Editura Militara
Brunner, J. - Zanzibar - Editura Nemira
Brussolo, S. - Coșmar de închiriat - Editura Nemira
Bufnila, O. - Moartea purpurie - Editura Brancusi
Canal, R. - Atac la I.A. Etoile – Editura Agni
Capek, K. - Fabrica de absolut (ediția a III-a) – Editura Univers
Card, O.S. - Vorbitor în numele morților - Editura Nemira
Card, O.S. - Xenocid - Editura Nemira
Cash, S.C. - Binecuvântat fie copilul – Editura RAO
Chauvin, R. - Noul Golem - Editura Militara
Clarke, A.C. și Lee, G. - Rama 2 - Editura Multistar
Corn, S.A. - 2484 Quirinal ave - Editura Nemira
Corn, S.A. - Aquarius - Editura Olimp
Crichton, M. - Sfera (carte) - Editura Elit Comentator
Delany, S.R. - Intersecția Einstein – Editura Pygmalion
Dick, P.K. - Labirintul morții – Editura Athena
Dick, P.K. - Omul din castelul înalt - Editura Nemira
Doyle, A.C. - O lume dispărută (ediția a V-a) - Editura Visual
Ende, M. - Povestea fără sfârșit - Editura Univers
Fawcett, B. - Războiul stelelor îndepărtate - Editura Nemira
Foster, A.D. - Alien 3 - Planeta condamnaților (ediția a II-a) - Editura Cristian
Foster, A.D. - Star Trek - Jurnalul Vol. 3, 4, 5 și 6 - Editura Cristian Plus și Editura Adriada
Francis, H.T. - Vânătoare de noapte – Editura Recif
Frontenac, Y. - Orgi ale tăcerii - Nunti în tenebre - Editura Cantemir
Gibson, W. - Lumina virtuală - Editura Nemira
Greenberg, M.H.    Prietenii Fundației - Editura Nemira
Haldeman, J. - Conexiunea Psi - Editura Teora
Herbert, F. - Ereticii Dunei - Editura Nemira
Herbert, F. și Ransom, B. - Pandora - Incidentul Iisus - Editura Nemira
Herbert, F. și Ransom, B. - Efectul Lazar - Editura Nemira
Herbert, F. și Ransom, B. - Incidentul Iisus - EdituraNemira
Kurtz, K. - Noaptea vrăjitoarelor – Editura Nemira
Le Guin, U.K. - Deposedații – Editura Nemira
Lem, S. - Edificiul nebuniei absolute - Editura Univers
Lem, S. - Solaris - Editura Savas Press
Levin, I. - O zi perfectă - Editura Vremea
Levin, I. - Sliver - Editura Vremea
Lewis, C.S. - Departe de planeta tăcută - Editura Logos
Lorrah, J. - Star Trek Next Generation - Supraviețuitorii - Editura Olimp
Lovecraft, H.P. - Demoni și miracole - Editura Corint
Mann, P. - Seniorul Paxwax - Editura Pygmalion
McDonald, I. - Inimi, mâini, glasuri - Editura Pygmalion
McDonald, I. - Necroville - EdituraPygmalion
Menghini, L. - Reacție în lanț (carte) - Editura Nemira
Merrit, A. - Corabia zeiței Ishtar - Editura Nemira
Moorcock, M. - Amiralul văzduhului - Editura Savas Press
Moorcock, M. - Leviatanul terestru - Editura Savas Press
Pohl, F. - Poarta - Editura Pygmalion
Rice, A. - Interviu cu un vampir - Editura RAO
Saul, J. - Al doilea copil - Editura RAO
Saul, J. - Chinuiește-i pe copii - Editura RAO
Saul, J. - Întuneric - Editura RAO
Saul, J. - Somnambulii - Editura RAO
Sheckley, R. - Monștrii - Editura Nemira
Shelly, M. - Frankenstein (ediția a IV-a) - Editura Univers
Silverberg, R. - Joc crud - Editura Graphis
Silverberg, R. - Timp al schimbărilor - Editura Pygmalion
Silverberg, R. și Fawcett, B. - Interferențe periculoase - Editura Nemira
Simak, C.D. - Halta - Editura Pygmalion
Spinrad, N. - Grand Tour Navette - Editura Z
Spinrad, N. - Alte Americi - Editura Nemira
Stine, R.L. - Blestemul preotesei - Editura Miron
Stine, R.L. - Păianjenul atacă - Editura Miron
Stine, R.L. - Sângele monstrului - Editura Miron
Strieber, W. - Zonă interzisă - Editura Nemira
Sturgeon, T. - Nestemate visătoare - Editura Vremea
Updike, J. - Vrăjitoarele din Eastwick - Editura Nemira
Van Vogt, A.E. - Computer World - Editura Nemira
Van Vogt, A.E. - Invadatorii - Editura Vremea
Verne, J. - Întâmplări neobișnuite - Goana după meteor - Editura Nemira
Van Vogt, A.E. - Lupta pentru veșnicie - Editura Vremea
Verne, J. - Parisul în secolul XX - Editura Nemira
Van Vogt, A.E. - Războiul împotriva rullilor - Editura Vremea
Van Vogt, A.E. - Sfârșitul non-A - Editura Cristian
Walther, D. - Irisul de Persia - Editura Nemira
Watson, I. - Ambasada extraterestră - Editura Pygmalion
Werber, B. - Furnicile - Editura Nemira
Werber, B. - Ziua furnicilor - Editura Nemira
Wilbruce, R. - Hammet intergalactic - Editura Viitorul Romanesc
Wilhelm, K. - Unde, cândva, suave păsări cântătoare... - Editura Pygmalion
Wood, N. Lee. - Copiii lui Faraday - Editura Nemira
Zaniewski, A. - Șobolanul - Editura Nemira
Zelazny, R. - Domn al luminii - Editura Nemira
- Almanahul Anticipația 1995
- Antologia science-fiction Nemira 1995

## 1996
Aldani, L. - Crucea de gheata - Editura RAO
Aldiss, B. - Helliconia - Vara - Editura Dante
Anderson, K.J. - Punctul zero - X-Files - Editura RAO
Anderson, Kevin J. - Ruinele - X-Files - Editura RAO
Anderson, P. - Dansatoarea din Atlantida - Editura Nemira
Asimov, I. - Robotii de pe Aurora - Editura Teora
Asimov, I. - Robotii și Imperiul - Editura Teora
Asimov, I. - Vantul schimbarii - Editura 1988        Teora
Asimov, I. și Silverberg, R. - Omul pozitronic - Editura Teora
Belletto, R. - Masina - Editura Nemira
Brown, F. - Atingerea spatiului - Editura Nemira
Brunner, J. - Timpuri nenumarate - Editura Vremea
Brunner, J. - Valurile timpului - Editura Nemira
Brunner, J. - Victimele novei - Editura Du Style
Brussolo, S. - Haita - Editura Nemira
Brussolo, S. - Kamikaze spatiali - Editura Antet
Brussolo, S. - Krucifix - Editura Nemira
Brussolo, S. - Labirintul - Editura Loreley
Burroughs, E.R. - Adolescenta lui Tarzan - Editura Europontic
Burroughs, E.R. - In lupta cu canibalii - Editura Europontic
Burroughs, E.R. - In tara pigmeilor - Editura Europontic
Burroughs, E.R. - Korak omoratorul, fiul lui Tarzan - Editura Europontic
Burroughs, E.R. - Opar, cetatea groazei și a mortii - Editura Europontic
Burroughs, E.R. - Paluldon taramul uitat - Editura Europontic
Burroughs, E.R. - Razbunarea seicului - Editura Europontic
Burroughs, E.R. - Salonul nebuniei - Editura Europontic
Burroughs, E.R. - Tarzan omul junglei - Editura Europontic
Burroughs, E.R. - Valea diamantelor - Editura Europontic
Buzzati, D. - Desertul tatarilor - Editura Univers
Carasel, A. - războinicii curcubeului - Editura Aius
Clarke, A.C. - Golful delfinilor - Editura Elit
Copperfield, D. (antolog) - La limita imposibilului (carte) - Edit. RAO, culegere de povestiri
David, P. - Batman Forever - Editura Nemira
Devlin, D., Emmerich, R. și Molstad, S. - Ziua independentei - Editura RAO
Dick, P.K. - Cele trei stigmate ale lui Palmer Eldritch - Editura Nemira
Egan, G. - Carantina - Editura Teora
Farmer, P.J. - Inapoi la trupurile voastre razlete - Editura Nemira
Grant, C. - Duhurile - X-Files Goblins - Editura RAO
Grant, C. - Vartejul - X-Files - Editura RAO
Herbert, F. - Canonicatul Dune - Editura Nemira
Herbert, F. și Ransom, B. - Factorul Inaltare - Editura Nemira
Hobana, I. - Un englez neliniștit - Editura RAO, culegere de povestiri
King, S. - Apocalipsul - Editura Nemira
Klein, G. - Povestiri de parca ar fi - Editura RAO
Koontz, D.R. - Raurile intunecate ale inimii - Editura Nemira
Le Guin, U.K. - Ochiul batlanului - Editura Infotronic
Le Guin, U.K. - Pescarul de pe marea interioara - Editura Infotronic
Levin, I. - Baietii din Brazilia - Editura Vremea
Lowry, B. - Adevarul este dincolo de noi: Ghidul oficial al dosarelor X - Editura RAO
Merrit, A. - Rătăciți in miraj - Editura Nemira
Miller jr., W.M. - Cantică pentru Leibowitz - Editura RAO
Niven, L. - Lumea de dincolo de timp - Editura Teora
Perriman, C. - Insomnimania - Editura Nemira
Robinson, K.S. - Marte-rosu - Editura Nemira
Saul, J. - Se arată furia oarbă - Editura RAO
Silverberg, R. - Omul stocastic - Editura Vremea
Spinrad, N. - Între doua lumi - Editura RAO
Spinrad, N. - Jocul mintii - Editura Nemira
Tine, R. - Alerta - Editura Vivaldi
Van Vogt, A.E. - Fauna spatiului (ediția a II-a a volumului Odiseea navei Speace Beagle - Editura Vremea
Van Vogt, A.E. - Omul cu o mie de nume - Editura Vremea
Vinge, J.D. - Regina zapezilor - Editura Pygmalion
Werber, B. - Thanatonautii - Editura Nemira
Williams, W.J. - Supercablat - Editura Nemira
- Almanahul Anticipația 1996
- Antologia science-fiction Nemira 1996
- “BETA-antologie de literatură fantastică și SF” - Editura “Vlad & Vlad” 1996

## 1997
Anderson, J. - Millennium - Editura Elis
Asimov, I. - Autobiografie - Editura Teora, antologie
Asimov, I. - Călătorie fantastică - Editura Teora
Asimov, Isaac - Planeta care nu a existat - Editura Teora, culegere de povestiri
Asimov, I. - Nemesis - Editura Teora
Asimov, I. - Soarele gol (ediția a II-a) - Editura Teora
Barjavel, R. - Cataclismul - Editura Forum
Brunner, J. - Calator pe unda de soc - Editura Domino
Brussolo, S. - Mancatorii de ziduri - Editura Aldo Press
Bujold, L.McMaster - Dans in oglinda - Editura Nemira
Carasel, A. - La capatul spatiului - Editura Nemira
- Arthur C. Clarke - Cântecele îndepărtatului Pământ - Editura Miron

Clarke, A.C. - Sfarsitul copilariei - Editura Teora
Crichton, M. - Lumea pierduta - Editura RAO
Crichton, M. - Terminalul uman - Editura Olimp
Daley, B. - Han Solo pe Star’s End - Editura Elis
Dickson, G.R. - Furtuna de timp - Editura Nemira
Dickson, G.R. - Lup și fier - Editura Nemira
Egan, G. - Distres - Editura Teora
Farmer, P.J. - Vasul miraculos - Editura Nemira
Farmer, P.J. - Venus iesind din valuri - Editura Nemira
Frigyes, K. - Calatorie in Faremido - Capillaria - Editura Forum
Gheo, R.P. - Valea cerului senin - Editura Athena
Heinlein, R.A. - Luna e o doamna cruda - Editura Vremea
Heinlein, R.A. - Pilotul Jones Starman Jones - Editura Nemira
Herbert, P. - Dune 7-Cartea brundurilor - Editura Nemira
Huxley, A. - Minunata lume noua - Editura Univers
King, S. - Orasul bantuit - Editura Nemira
Le Guin, U.K - Roza vanturilor - Editura Infotronic
Lem, S. - Glasul Domnului - Editura Nemira
Lem, S. - Intoarcerea din stele / Golem XIV - Editura Univers
Lowry, B. - Nu va incredeti: Noul ghid oficial al dosarelor X - Editura RAO
Lucas, G. - războiul Stelelor (trilogia) - Editura Elit
Mann, P. - Wulfsyarn - Editura Pygmalion
Martin, G.R.R. - Peregrinarile lui Tuf - Editura Teora
Messadie, G. - 29 de zile pana la sfarsitul lumii - Editura Nemira
Niven, L. - Inginerii lumii inelare - Editura Teora
Niven, L. - Lumea inelara - Editura Teora
Rice, A. - Regina damnatilor - Editura RAO
Rice, A. - Vampirul Lestat - Editura RAO
Sadoul, J. - „Istoria SF-ului modern” - Editura Vremea, antologie
Saul, J. - Pedeapsa pacatosilor - Editura RAO
Saul, J. - Roiul - Editura RAO
Saul, J. - Vlastarul mintii - Editura RAO
Shute, N. - Ultimul tarm - Editura Pygmalion
Simak, C.D. - Calea eternitatii - Editura Infotronic
Spinrad, N. - Copiii din Hamelin - Editura Nemira
Spinrad, N. - Deus ex - Editura Nemira
Tolkien, J.R.R. - Povestea unui Hobbit - Editura Elit
Van Vogt, A.E. - Bestia - Editura Nemira
Van Vogt, A.E. - Intuneric pe Diamondia - Editura Vremea
- Almanahul Anticipația 1997

## 1998
Anderson, K.J. - Anticorpii - X-Files - Editura RAO
Anderson, P. - Avatarul - Editura RAO
Archer, J. - A unsprezecea poruncă - Editura Vivaldi
Asimov, I. - Calea marțiană - Editura Teora
Asimov, I. - Destinația: Creierul ! - Editura Teora
Asimov, I. - Întemeietorii - Editura Teora
Asimov, I. - Perioada Campbell - Editura Teora
Asimov, I. - Rătăcitor în spațiu - Editura Lucman
Asimov, I. - Visele sunt sacre - Editura Teora
Beagle, P. - Ultima licornă - Editura Univers
Belei, A. - "Technofictiuni" - Editura Tritonic
Bisson, T. - Al cincilea element - Editura Image
Bradbury, R. - Fahrenheit 451 (ediția a II-a) - Editura RAO
Brunner, J. - Oile privesc în sus - Editura RAO
Brunner, J. - Rețelele infinitului - Editura RAO
Brunner, J. - Să prinzi o stea căzătoare - Editura RAO
Carrere, E. - Eu sunt viu, iar voi sunteți morți - Editura Nemira, culegere de povestiri
Carter, C. și Hand, E. - Înfruntă viitorul - X-Files - Editura RAO
Cherryh, C.J. - Stația orbitală a lumii de jos - Editura Pygmalion
Crispin, A.C. - Alien 4 - Învierea - Editura Domino
Easterman, D. - Frăția mormântului - Editura RAO
Easterman, D. - Numele fiarei - Editura RAO
Egan, G. - Axiomatic - Editura Teora
Farmer, P.J. - Planul misterios - Editura Nemira
Gannet, L. - Gheena - Editura RAO
Gibson, W. - Chrome - Editura RAO
Gibson, W. și Sterling, B. - Machina diferențială - Editura Nemira
Hand, E. - Francezul - Editura RAO
Jetter, K.W. - Vânătorul de recompense 2 - Editura Nemira
Kessel, J. - Vești bune din spațiul extraterestru - Editura Nemira
King, S. - Dolores Claibourne - Editura Nemira
King, S. și Straub, P. - Talismanul - Editura Nemira
- Marcel Luca - Tactică și strategie, Editura Marineasa

Merrit, A. - Chipul din abis - Editura Nemira
Niven, L. - Protector - Editura Teora
Niven, L. - Tronul lumii inelare - Editura Teora
Quaglia, R. - Dio S.R.L. - Editura Nemira
Rice, A. - Povestea hoțului de trupuri - Editura RAO
Robinson, K.S. - Marte-verde - Editura Nemira
Saul, J. - Focul iadului - Editura RAO
Saul, J. - Proiect divin - Editura RAO
Saul, J. - Strigăt în noapte - Editura RAO
Spinrad, N. - Oameni în junglă - Editura RAO
Van Vogt, A.E. - Cucerirea Kiberului - Editura Vremea
Van Vogt, A.E. - Slan - Editura Nemira
Van Vogt, A.E. - Vrăjitorul din Linn - Editura Nemira
Van Vogt, A.E. și Hull, M. - Planete de vânzare - Editura Image
Wood, N.L. - În căutarea lui Mahdi - Editura Nemira
Zamiatin, E. - Noi (carte) - Editura Paideia
- Almanahul Anticipația 1998

## 1999
Aldani, L. - Vânătorul electronic - Editura Vremea
Anderson, P. - Orion va răsari  Orion” - Editura RAO
Anderson, P. - Păzitorii timpului - Editura Nemira
Asimov, I. - Fantomele soarelui - Editura Lucman
Asimov, I. - Întrebarea finală - Editura Teora
Baldwin, B. - Pilotul galactic - Editura Nemira
Barnes, J. - Uraganele - Editura Nemira
Baxter, S. - Pierdut în timp - Editura Nemira
Bethke, B. - Sfârșitul jocului - Editura Nemira
- Bordes, F. - Paraziții leului, Editura SFVA (Revista 467)

Bradbury, R. - Omul ilustrat - Editura Image
Brown, F. - Arena (carte) - Editura Nemira
Brunner, J. - Un labirint de stele - Editura Lucman
Bulgakov, M. - Diavoliada - Editura Univers
Calvino, I. - Baronul din copaci - Editura Univers
Calvino, I. - Cavalerul inexistent - Editura Univers
Calvino, I. - Dacă într-o noapte de iarnă un călător - Editura Univers
Calvino, I. - Vicontele tăiat în două - Editura Univers
Clarke, A.C. - 3001 - Odiseea finală - Editura Image
Feist, R.E. - Magician (carte) - Editura Elit
Franz, O. - Sfâșierea - Editura Dacia
Gibson, W. - Contele zero - Editura RAO
Grant, R.R. - Animalul de beton - Editura Dacia
Haldeman, J. - Pace eternă - Editura Teora
Haldeman, J. - Războiul etern - Editura Pygmalion
Haulica, M. - Madia Mangalena - Editata de Institutul European
Heinlein, R.A. - Străin în țară străină - Editura Vremea
Klein, G. - Ucigași de timp - Editura Nemira
Lem, S. - Eden (roman) - Editura Nemira
Martin, G.R.R. - Zburătorii nopții - Editura Teora
McCay, B. - Stargate - Răzvrătirea - Editura Image
Niven, L. și Pournelle, J. - Lumea Pay - Contactul și Confruntarea” - Editura Teora
Pecican, O. și Pecican, A. - Razzar - Editura Nemira
Quaglia, R. - Pâine, unt și paradoxina - Editura Nemira
Radu, L. - Trip-tic - Editura Dacia
Saul, J. - Fulgerul negru - Editura RAO
- Robert Sheckley - Transfer mental - Editura Nemira

Stephenson, N. - Era de diamant - Editura Image
Tolkien, J.R.R. - Frăția inelului - Editura RAO
Van Vogt, A.E. - Întâlnire cosmică - Editura Vremea
Van Vogt, A.E. - Star Cluster - Editura Aldo Press
Van Vogt, A.E. - Supermintea - Punctul Omega - Editura Antet
Vinge, J.D. - Pierduți în spațiu - Editura Image
Watson, I. - Spațiul Mana: Recolta Norocoasei - Editura Pygmalion
Werber, B. - Veriga lipsă - Editura Antet
Wintrebert, J. - Heteros și Thanatos - Editura Dacia
- Almanahul Anticipația 1999-2000
- Dicționar SF, Editura Nemira
- Ziua extratereștrilor, Editura Nemira, culegere de povestiri

## 2000
“Arca îmblânzitorilor de fantasme-Antologie 2000” Editura “Euro Vida M”
Bretin, R. - Omul de nisip - Editura Image
Buzzati, D. - Monstrul Colombre - Editura Univers
Clarke, A.C. și McQuay, M. - Richter 10 - Editura Image
Darnton, J. - Neanderthal - Editura RAO
Easterman, D. - Testamentul lui Iuda - Editura RAO
Egan, G. - Luminescent - Editura Teora
Farmer, P.J. - Dayworld - Editura Lucman
Farmer, P.J. - Poarta - Traitor - Editura Lucman
Farmer, P.J. - Rebelul din Dayworld - Editura Lucman
Gheo, R.P. - Despre science fiction - Editura Omnibooks
Harris, R. - Vaterland - Editura Humanitas
Kerr, P. - Gridiron - Editura Aldo Press
King, S. - Jocul lui Gerald - Editura Nemira
Klein, G. - Corăbiile solare - Călătoria cea lungă - Editura Antet
Koontz, Dean R. - Beția sângelui - Editura Nemira
Koontz, Dean R. - Șoapte - Editura RAO
Koontz, Dean R. - Unicul supraviețuitor - Editura RAO
Martin, Victor - „Timbrul” - Editura Reduta
Martin, Victor - „Dispariții” - Editura Anteu
Nilson, P. - Paznicul universului - Editura Univers
Radu, L. - Constanta 1919 - Editura Prologos
Robinson, Kim S. - Marte-albastru - Editura Nemira
Spinrad, N. - Trecând prin flăcări - Editura Nemira
Tolkien, J.R.R. - Cele doua turnuri - Editura RAO
Van Vogt, A.E. - Sclipirea viitorului - Editura Antet
Van Vogt, A.E. - Universul umbrelor - Editura Lucman
Werber, B. - Revoluția furnicilor - Editura Lucman

## 2001
„România SF 2001” (antologie) - Editura. „Prologos”
Anderson, K.J. și Beason, D. - Sfârșitul (carte) - Editura RAO
Anderson, P. - Cruciadă în cosmos - Editura Nemira
Asimov, I. - Robotul de pe Jupiter - Editura Lucman
Barbet, P. - Mercenarii de pe Rychna - Editura Antet
Barbet, P. - Nimfa spațiului - Editura Antet
Barbet, P. - Planeta vrăjită - Editura Antet
Barker, C. - Cărțile însângerate (vol I-III) - Editura Nemira
Baxter, S. - Corăbiile timpului - Editura Nemira
Bucheru, B.T. - Atingerea (carte) - Editura Omnibooks
Bufnila, O. - Cruciada lui Moreaugarin - Editura Pygmalion
Easterman, D. - Al șaptelea sanctuar - Editura RAO
Farmer, P.J. - Dayworld terminus - Editura Lucman
Finder, J. - Puteri extraordinare - Editura RAO
Guieu, J. - Cavernele de pe Wolf - Editura Antet
- Raymond F. Jones - Creierele cibernetice - Editura Antet

- Raymond F. Jones -  Extraterestrul - Editura Antet

Jones, R.F. - Locuitorul celor două lumi - Editura Antet
Klein, G. - Legea talionului (carte) - Editura Lucman
Koontz, D.R. - Mr. Murder - Editura RAO
Lem, S. - Catârul - Editura Nemira
Morus, T. - Utopia - Editura Mondero
Pitea, F. - Necropolis - Editura QED
Rice, A. - Diavolul Memnoch - Editura RAO
Rowling, J.K. - Harry Potter și prizonierul din Azkaban - Editura Egmont
Rowling, J.K. - Harry Potter și Camera Secretelor - Editura Egmont
Rowling, J.K. - Harry Potter și Piatra Filozofală - Editura Egmont
Shaw, B. - Astronauții zdrențăroși - Editura Pygmalion
Tolkien, J.R.R. - Întoarcerea regelui - Editura RAO
Werber, B. - Imperiul îngerilor - Editura Lucman

## 2002
- Bear, G. - Star Wars - Planeta adormita - Editura Amaltea
- Benford, G. - Artifact Artifact - Editura Pygmalion
- Brooks, T. - Star Wars - Amenintarea fantomei - Editura Amaltea
- Arthur C. Clarke - Lumina întunericului, Editura Teora
- Ionescu, C. - Loser - Editura Pygmalion
- Leiber, F. - Marele joc al timpului - Editura Pygmalion
- Martin, Victor - Can și Ideea - Editura Reduta
- Pratchett, T. - Culoarea magiei - Editura Noesis
- Van Vogt, A.E. - Războiul împotriva yazilor - Editura Lucman
- Vance, J. - Lumile lui Magnus Ridolph - Editura Pygmalion

## 2003
„Fantasticul M III” (antologie science fiction) - Editura „Granada”

## 2004
Martin, Victor -„Elogiul muncii de partid” - Editura Sitech
„GAMA * „Alte țărmuri” (antologie SF) Editura. „Reduta”,
Ana-Maria Negrilă - Orașul ascuns - Editura Diasfera

## 2005
- H. G. Wells - Insula doctorului Moreau, ed. Leda, colecția "Galeria fantastică", traducere Mihu Dragomir și C. Vonghizas, 204 pag., ISBN 973-7786-44-0

## 2006
Ana-Maria Negrilă - Împăratul ghețurilor

## 2007
Martin, Victor -„Noaptea orașului ilustrat” - Editura Autograf MJM
Martin, Victor -„4 proze science fiction” - Editura MJM

## 2008
„Titania” ( antologie science-fiction) - Editura. „Altum”,
- Dan Simmons - Ilion, Editura Nemira
- Martin, Victor - „Partidul de export” - Editura Autograf MJM

## 2010
- Oliviu Crâznic - ...și la sfârșit a mai rămas Coșmarul (roman), Editura Vremea
- Michael Haulică - Povestiri fantastice, Editura Millennium Press
- Snowdon King - Uezen și alte povestiri, Editura Fides
- Snowdon King - Conștiința lui Uezen, Editura Fides
- George R. R. Martin - Peregrinările lui Tuf, Editura Nemira, reeditare
- Oana Stoica-Mujea - Regina arkudă și amuletele puterii (roman), Editura Tritonic
- Mircea Opriță - Povestiri de duminică, Editura Millennium Press
- Liviu Radu - Modificatorii, Editura Millennium Press
- Liviu Radu - Ghicit de seară, Editura Tritonic
- Liviu Radu - Lumea lui Waldemar, Editura Tritonic
- Dan Simmons - Olimp, Editura Nemira
- Cristian-Mihail Teodorescu - S.F. Doi, Editura Bastion
- Victor Martin - „Monede de sticlă”, Editura Autograf MJM

## 2011
* Victor Martin - „Mașina viitorului”- Editura Autograf MJM
- Bogdan Bocșa - Proiectul INRI, Editura Brumar
- Voicu Bugariu - Curtezana onestă și astrologul (roman), Editura Eagle
- Snowdon King - Uezen. Echilibrul lumilor, Editura Fides
- Adrian Crăciun (ed.) - Steampunk. A doua revoluție (antologie), Editura Millennium Books
- Bogdan-Tudor Bucheru - Anotimpurile, Editura Millennium Books
- Ștefana Cristina Czeller - Cerneală și sânge (roman), Editura Millennium Books
- Aurel Cărășel - Dumnezeule de dincolo de burta Universului (roman), Editura Nemira
- Ladislau Daradici - Povestiri, Editura Casa Cărții de Știință
- Mihail Grămescu (ed.) - Balaurul și miorița (antologie), Editura Eagle
- Costi Gurgu - Cronici de la capătul Pământului, Editura Millennium Books
- Mircea Opriță - Călătorie în Capricia, Editura Eagle
- Liviu Radu - Singur pe Ormuza, Editura Millennium Books
- Liviu Radu - Chestionar pentru doamne care au fost secretarele unor bărbați foarte cumsecade, Editura Eagle
- Horia Nicola Ursu (ed.) - Premiile Galileo 2011 (antologie), Editura Eagle

## 2012
- Sebastian A. Corn - Skipper de interzonă (roman), Editura Millennium Books
- Oliviu Crâznic (ed.) - Dincolo de noapte. 12 fețe ale goticului (antologie), Editura Millennium Books
- Oliviu Crâznic - ...și la sfârșit a mai rămas Coșmarul (roman, ediție digitală), Editura Vremea
- Michael Haulică - Transfer (roman), Editura Millennium Books
- Ana-Vernonica Mircea - Floarea de loldilal, Editura Nemira
- Ciprian Mitoceanu - Amendamentul Dawson(roman), Editura Millennium Books
- Ciprian Mitoceanu - În sângele tatălui (roman), Editura Millennium Books
- Florin Pîtea - Anul terminal (roman), Editura Tracus Arte
- Liviu Radu - Vânzoleli nocturne (roman), Editura Millennium Books
- Doru Stoica - Între bariere, Editura Millennium Books
- Narcisa Stoica - Taxidermie (roman), Editura Millennium Books
- Horia Nicola Ursu (ed.) - Premiile Galileo 2012 (antologie), Editura Millennium Books

## 2013
- Victor Martin - Lenea - Editura Autograf MJM
- Călătorii în timp, Colecția Nautilus, Editura Nemira
- Viziuni periculoase (Dangerous Visions), editată de Harlan Ellison, Editura Trei

## 2014
- Felix Aderca - Orașele scufundate (roman), Editura Nemira
- George Anania - Test de fiabilitate (roman), Editura Nemira
- Camil Baciu - Grădina zeilor (roman), Editura Nemira
- Eugen Lenghel - 9 Istorii reutilizate (proză scurtă), Editura Tritonic
- Lavinia Călina - Ultimul avanpost (roman), Editura Herg Benet
- Sebastian A. Corn - Ne vom întoarce în Muribecca (roman), Editura Nemira
- Oliviu Crâznic (ed.) - Dincolo de noapte. Povestiri gotice (antologie, ediție digitală), Editura Millennium Books
- Michael Haulică - O hucă în minunatul Inand (nuvelă), Editura Millennium Books
- Mircea Opriță - Zbor deasupra unor file de hârtie (metaficțiune), Editura Limes
- Mircea Opriță - Sindromul Quijote (proză scurtă), Editura Nemira
- Liviu Radu - Golem, Golem și alte povestiri fantastice, Editura Nemira
- Narcisa Stoica - Taxidermie (roman, ediție digitală), Editura Millennium Books
- Cristian-Mihail Teodorescu - Senzoriada, Editura Nemira
- Eugen Lenghel - Numărătoare inversă, Editura Tritonic

## 2015
„Worlds and beings” (Romanian contemporary science-fiction stories) - Editura Institutului Cultural Român
- Alexandru Ungureanu (scriitor) - Marele Prag, Editura Nemira
- Eugen Lenghel - Instabilitate cuantică (proză scurtă), Editura Tritonic
- Ionuț Caragea - Discipolii zeilor de altădată, Editura eLiteratura
- Oliviu Crâznic - Ceasul fantasmelor, Editura Crux Publishing
- Ciprian Mitoceanu - În sângele tatălui, Editura Crux Publishing
- Mircea Opriță - Alte cronici de familie (metaficțiune, critică, SF), Editura Limes
- Florin Pîtea - Delirul încapsulat, Editura Crux Publishing
- Eugen Lenghel - Fermierul Virtual (proză scurtă), Editura Tracus Arte
- Dănuț Ungureanu, Marian Truță - Mineral (roman) (roman), Editura Nemira
- Liviu Surugiu - ERAL, Editura Meridiane
- Rodica Bretin - Cetatea fără trecut, Editura Nemira
- Liviu Radu - Între cer și pământ, Editura Nemira

## 2016
- Dănuț Ungureanu - Noaptea în oraș, fără părinți, Editura Fusion 21
- Ana-Maria Negrilă - Regatul sufletelor pierdute, Editura Crux Publishing
- Ana-Maria Negrilă - Ascensiunea stelară, Editura Crux Publishing
- Liviu Surugiu - Acesta este trupul meu (proză scurtă), Editura Tracus Arte
- Alexandru Lamba - Sub steaua infraroșie, Editura Tritonic
- Mircea Băduț - Ficțiuni Secunde (proză scurtă), Editura Europress
- Mircea Opriță - Enciclopedia anticipației românești – vol.I, Portrete exemplare, Editura Eagle